# Центр Джеймса Джойса
Центр Джеймса Джойса (англ. James Joyce Centre) — музей в Дублине, посвященный жизни и творчеству ирландского писателя Джеймса Джойса.
Музей расположен в отреставрированном особняке георгианского стиля XVIII века, по адресу Норт Грейт Джордж-стрит, 35. Постоянная экспозиция музея включает мебель из квартиры Пола Леона в Париже, где Джойс написал большую часть романа Поминки по Финнегану, и дверь дома № 7 по Экклз-стрит, где жил герой романа Улисс Леопольд Блум; этот дом был спасён от сноса художником и поклонником Д.Джойса Джоном Райаном. Временные экспозиции музея представляют различные аспекты жизни и творчества Джойса.
Наряду с этим музеем, неподалеку от Дублина расположен ещё один музей, посвященный Д.Джойсу — Башня Джеймса Джойса в Сандикове.